# Pascal Rabaté
Pour les articles homonymes, voir Rabaté.
 (mars 2019).
Pascal Rabaté est un auteur de bande dessinée et réalisateur français né le 13 août 1961 à Tours.

## Biographie
Pascal Rabaté a grandi à Langeais. Après avoir étudié la gravure à l'École des Beaux-Arts d'Angers au début des années 1980, il se lance dans la bande dessinée en 1989. À la fois scénariste et dessinateur, il propose au fil de ses œuvres des univers très variés. Influencé à ses débuts par Buzzelli, Battaglia, Bofa, Pellos et Alexis, son travail évolue dans la veine expressionniste.
Son adaptation en bande dessinée du roman d'Alexis Tolstoï Ibicus lui vaut un succès critique et public.
Il se lance dans le cinéma en 2010 avec Les Petits Ruisseaux, adaptation de sa bande dessinée du même nom.

## Publications
- Exode, Futuropolis, coll. « Gros nez », 1989,
- Les Amants de Lucie, Futuropolis, coll. « X », 1989,
- Vacances, vacances, Futuropolis, coll. « Hic et Nunc », 1990,
- À table, Week-end doux, 1991,
- Signé Raoul, Rackham, 1991,
- Les pieds dedans, Vents d'Ouest :

1. Villa mon rêve, 1992,
2. À la noce comme à la noce, 1992,
3. Dans la dentelle, 1995,

- Les Cerisiers, L'Association, coll. « Patte de mouche », 1992,
- Ex voto (dessin), avec Angelo Zamparutti (scénario), Vents d'Ouest, 1994,
- Barbusse, (Illustrateur) avec Jean Sanitas et Paul Markides, Éditions Valmont pour Lajacquerie Création, 1996,
- Un ver dans le fruit[4], Vents d'Ouest, 1997
- Ibicus, d'après le roman d'Alexis Tolstoï, Vents d'Ouest :

1. Tome 1, 1998
2. Tome 2, 1999
3. Tome 3, 2000
4. Tome 4, 2001
  - Intégrale, 2005

- Un temps de toussaint (dessin), avec Angelo Zamparutti (scénario), Amok, coll. « Feu ! », 1999[5].
- Premières cartouches, Vents d'Ouest (Intégrale), 1999[6]. Réédition des albums Futuropolis,
- Jacques a dit et Le jeu du foulard (scénario), avec David Prudhomme (dessin), Charrette, coll. « La petite saloperie », 2000,
- Les Yeux dans le bouillon (scénario), avec Virginie Broquet (dessin), Casterman, 2000[7].
- Tartines de courant d'air (scénario), avec Bibeur-Lu (dessin), Vents d'Ouest, 2001

1. Tome 1, Tartine de courant d'air, 2001,
2. Tome 2, Biscottes dans le vent (+intégrale), 2013,

- Bienvenue à Jobourg, Le Seuil, 2003[8].
- Jusqu'à Sakhaline. D'après un voyage de Tchékhov (dessin et adaptation), avec Jean-Hugues Berrou (photographies), Éditions de l'An 2, 2005,
- La Marie en plastique (scénario), avec David Prudhomme (dessin), Futuropolis :

1. Tome 1, 2006,
2. Tome 2 et intégrale[9], 2007,

- Les Petits Ruisseaux, Futuropolis, 2006,
- Louise Michel d'après le scénario de Benoît Delépine et Gustave Kervern, Éditions Danger Public, 2008,
- Bien des choses (dessin), avec François Morel (acteur) (texte), Futuropolis, 2009  (ISBN 9782754803144),
- Le Petit Rien tout neuf avec un ventre jaune, Futuropolis, 2009  (ISBN 978-2754802772)
- Participation au collectif Rupestres !, Futuropolis, 2011,
- Charles Trenet, Édition BDmusic 2011,
- Participation à Comicscope de David Rault, L'Apocalypse, 2013,
- Crève saucisse (scénario), avec Simon Hureau (dessin)[10], Futuropolis, 2013,
- L'enfant qui rêvait d'étoiles (Dans les pas de Yannick Alléno), avec Aymeric Mantoux (scénario), 12 bis, 2013,
- Fenêtre sur rue, Édition Soleil Productions, Noctambule (collection), 2013,
- Biscottes dans le vent (scénario), avec Bibeur Lu (dessin), Vents d'ouest, 2013,
- Le Linge sale (scénario), avec Sébastien Gnaedig (dessin), Vents d'ouest, 2014,
- Un temps de Toussaint (dessin) avec Angelo Zamparutti (scénario), Futuropolis, 2014 - Réédition,
- Vive la marée !, avec David Prudhomme, Futuropolis, 2015  (ISBN 978-2-7548-1214-6), réédition en collection Poche en 2022  (ISBN 978-2-7548-3369-1)
- La Déconfiture, Tome 1, Futuropolis, 2016,
- Ibiscus intégrale, Vents d'Ouest, 2016, 552 pages  (ISBN 978-2-7493-0834-0)
- Alexandrin ou l'Art de faire des vers à pieds, dessin d'Alain Kokor, Futuropolis, 2017,
- La Déconfiture, Tome 2, Futuropolis, 2018
- Didier, la 5e roue du tracteur[11],[12], (scénario), avec François Ravard (dessin), Futuropolis, 2018
- C'est aujourd'hui que je vous aime[13] d'après le roman du même nom de François Morel, Les Arènes, 20191
- Sous les galets la plage, Rue de Sèvres, 2021 - Sélection officielle du Festival d'Angoulême 2022  (ISBN 978-2-8102-0111-2)

## Spectacles
- Sale Affaire, du sexe et du crime de et avec Yolande Moreau, spectacle illustré par Pascal Rabaté, coordination artistique de Michel Archimbaud et Benoît Mouchart (Angoulême, 2008).

## Filmographie comme réalisateur
- 2006 : Cavaliers faciles, BRUT productions, 2006, avec Pascal Rabaté, Philippe Jean, Sacha Bourdo, David Salles.
- 2010 : Les Petits Ruisseaux, Production Loin Derrière l'Oural, distributeur Ad Vitam, 23/06/2010, avec Daniel Prévost, Hélène Vincent.
- 2011 : Ni à vendre ni à louer, Production Loin Derrière l'Oural, distributeur Ad Vitam avec Jacques Gamblin, Maria de Medeiros.
- 2014 : Du goudron et des plumes, Production Loin Derrière l'Oural avec Sami Bouajila, Isabelle Carré.
- 2020 : Les Sans-dents, Production Loin Derrière l'Oural avec Yolande Moreau, Gustave Kervern, François Morel.

## Prix et distinctions

### Décoration
- Officier des arts et des lettres, 2014[14].

### Bande dessinée
- 1992 :  prix découverte de la ville de Sierre.
- 1997 : 
  -  grand prix de la ville de Sierre pour Un ver dans le fruit.
  - prix Nouvelle République pour Un ver dans le fruit.
  -  prix du meilleur album de l'année Brignais pour Un ver dans le fruit.
- 1998 : 
  - prix Bloody Mary de l'ACBD pour Un ver dans le fruit.
  - mention Spéciale du Jury œcuménique de la bande dessinée 1998 pour Un ver dans le fruit.
  - prix des libraires de bande dessinée Ibicus, t. 1.
  - prix des librairies Extrapole Ibicus t.1.
  - prix «Attention talent» de la Fnac Ibicus t.1.
- 1999 :
  - prix Yves-Chaland pour Ibicus, t. 1.
  -  prix de la ville de Genève pour la bande dessinée, catégorie International, Ibicus, t. 2.
- 2000 : Alph'Art du meilleur album pour Ibicus, t. 2 au festival d'Angoulême 2000[15].
- 2003 : grand prix du festival Des Planches et des Vaches pour l'ensemble de son œuvre.
- 2006 : 
  - prix Bédélys Monde pour Les Petits Ruisseaux.
  - prix de la BD du Point pour Les Petits Ruisseaux[16].
- 2007 :
  - prix Maurice-Petitdidier pour Les Petits Ruisseaux
  - grand prix de la critique ACBD pour Les Petits Ruisseaux
- 2008 : « Essentiel » d'Angoulême pour La Marie en plastique (avec David Prudhomme),
- 2009 : prix Jacques-Lob du festival Bd BOUM de Blois pour l'ensemble de son œuvre.
- 2010 : grand prix Quai des bulles.
- 2014 : sélection officielle du festival d'Angoulême pour Fenêtres sur rue.
- 2016 : sélection officielle du Festival d'Angoulême 2016 pour Vive la marée ! (Avec David Prudhomme).
- 2018 : prix Château de Cheverny de la bande dessinée historique pour La Déconfiture, t. 2.
- 2019 : prix de la BD bretonne 2019 pour Didier, la 5e roue du tracteur (avec François Ravard).
- 2022 : sélection officielle du festival d'Angoulême pour Sous les galets la plage

### Cinéma
- Prix du meilleur réalisateur au festival international du film de Karlovy Vary (République tchèque) pour Ni à vendre ni à louer 2011.
- Prix du meilleur film Be TV Award et RTBF TV Award Festival Européen du Film de Bruxelles pour Ni à vendre ni à louer 2011.
- Prix spécial du jury au Batumi International Art House Film Festival (Géorgie) pour Ni à vendre ni à louer 2011.

### Documentation
- Patrick Gaumer, « Rabaté, Pascal », dans Dictionnaire mondial de la BD, Paris, Larousse, 2010 (ISBN 9782035843319), p. 705-706.
- Christelle et Bertrand Pissavy-Yvernault, « Bibliographie », DBD, no 13 (cahier n°2),‎ décembre 2001, p. 35-40.
- Pascal Rabaté (interviewé par Christelle et Bertrand Pissavy-Yvernault), « L'Éloge du dérisoire », DBD, no 13 (cahier n°2),‎ décembre 2001, p. 3-34.
- Vincent Bernière, « Pascal Rabaté », Beaux-Arts Magazine, hors-série : Qu'est-ce que la BD aujourd'hui ?,‎ 2002, p. 102-103 (ISSN 0757-2271)
- Vincent Bernière, « Pascal Rabaté. Une vie tout en images », Les Cahiers de la bande dessinée, no 3,‎ avril-juin 2018, p. 40-49.
- Violaine Joffart, « Les petits ruisseaux : vivement la retraite », dBD, no 2,‎ mai 2006, p. 31.
- Pascal Rabaté (interviewé) et Frédéric Bosser, « Rabaté, un artiste engagé », dBD, no 27,‎ octobre 2008, p. 18-20.
- Pascal Rabaté (interviewé) et Frédéric Bosser, « Pascal Rabaté : mourez heureux... mes amis », dBD, no 44,‎ juin 2010, p. 18-23.